# Vincenzo Leanza
Vincenzo Leanza, né le 3 décembre 1932 à Cesarò, mort le 6 avril 2004 à Palerme, est un homme politique italien.  
Il est à deux reprises président de la Région sicilienne, d'août 1991 et juillet 1992 sous l'étiquette Démocratie chrétienne, puis entre juillet 2000 et juillet 2001 sous les couleurs de Forza Italia.

## Biographie
Avocat, il milite à la Démocratie chrétienne que dirige localement Antonino Pietro Gullotti et en devient secrétaire adjoint de la fédération de Messine. Il est élu maire de la municipalité de San Teodoro à 24 ans, et le reste trente-huit ans.
Il siège à l'Assemblée régionale sicilienne à partir de 1976 et jusqu'à sa mort. Assesseur pour le Travail dans les deux premiers gouvernements Rosario Nicolosi (février 1985-août 1986), il reçoit également dans les gouvernements suivants le portefeuille de la Protection sociale (août 1986-janvier 1988) et celui de la Formation professionnelle et de l'Émigration (janvier 1988-décembre 1989).  
Nommé assesseur pour l'Agriculture dans le dernier cabinet Nicolosi en décembre 1989, il est élu président de la Région sicilienne le 12 août 1991, tandis que le président sortant vise la Chambre des députés. Alors que la DC et le PSI sont sortis renforcés des élections régionales de 1991 en Sicile, malgré l'émergence des scandales « tangentopoli », Leanza, fort du plus grand nombre de préférences (plus de 100 000 voix dans sa circonscription), est soutenu par une large majorité, comprenant ces deux partis et le PSDI. Face à lui, les deux partis issus de la dissolution du PCI, perdent 4 sièges alors que le nouveau parti de centre-gauche La Rete obtient 5 sièges. 
Jusqu'à sa démission, le 16 juillet 1992, il dirige un gouvernement consensuel dans les attributions gouvernementales, sans réforme volontariste pour éviter les conflits. 
La Sicile reste sujette à la violence mafieuse : Salvo Lima meurt le 12 mars 1992, le poste de police de Tortorici explose dans les Nebrodi, circonscription de Leanza. L'assesseur socialiste aux Travaux publics, Salvatore Leanza, est suspendu par la justice le 27 avril, pour avoir financé sa campagne électorale sur des fonds publics. Vincenzo Leanza démissionne deux mois plus tard.
Demeuré député régional, il est inquiété en septembre 1993, par une enquête pour marchandage de votes, corruption et abus de pouvoir, et se cache pour éviter l'arrestation. Les charges retenues sont plus finalement légères. 
Après la dissolution de la DC, Leanza siège au sein du groupe Chrétiens sociaux-Udeur puis adhère à Forza Italia.
A la faveur d'un retournement d'alliance de l'Udeur, du CCD et de la liste Dini qui fait chuter Angelo Capodicasa, il redevient président en juillet 2000, dans un gouvernement de transition de centre-droit dans l'attente des élections régionales de 2001 et le choix du président de Région par les électeurs. Son gouvernement présente un projet de loi prévoyant la régularisation des constructions côtières plutôt que leur destruction est contesté par l'opposition. Il accueille à Messine le président de la République Ciampi à l'occasion d'une conférence consacrée à Gaetano Martino, l'un des architectes de la construction européenne. 
Il préside ensuite la Commission de révision du statut d'autonomie qui aboutit à une proposition de réforme de la charte fondamentale régionale, et meurt en fonction la veille du débat au Parlement.